# Bréménil
Bréménil település Franciaországban, Meurthe-et-Moselle megyében. Lakosainak száma 94 fő (2022. január 1.). Bréménil Angomont, Badonviller, Montreux, Neuviller-lès-Badonviller, Parux és Saint-Sauveur községekkel határos.

## Népesség
A település népességének változása:
| Lakosok száma | 186  | 155  | 146  | 136  | 117  | 110  | 109  | 102  | 98   | 94   |
|               | 1968 | 1982 | 1990 | 2006 | 2013 | 2015 | 2017 | 2019 | 2020 | 2022 |